# Boys, Girls & a Kiss
Boys, Girls & a Kiss (Originaltitel Boys and Girls) ist eine US-amerikanische Liebeskomödie aus dem Jahr 2000. Die Regie führte Robert Iscove, das Drehbuch schrieben Andrew Lowery und Andrew Miller. Die Hauptrollen spielten Freddie Prinze Jr. und Claire Forlani.

## Handlung
Jennifer Burrows und Ryan Walker lernen sich als Kinder kennen und mögen sich nicht besonders. An der High School und auf dem College treffen sie sich wieder. Jennifer fängt erst dann an, Ryan zu respektieren, als sie erfährt, dass dieser eine Beziehung mit Jennifers Freundin Amy hat.
Später treffen sie sich erneut in San Francisco und werden zu Freunden. Ryan stellt jedoch fest, dass er auf Jennifers Beziehungen eifersüchtig und in sie verliebt ist.
Jennifer unterhält sich mit Amy, mit der sie eine Wohnung teilt, über Ryan. Sie reagiert erschrocken, als Amy sie küsst. Etwas später verbringt Jennifer eine Nacht mit Ryan. Amy entschuldigt sich für den Kuss und erklärt, sie hätte Angst gehabt, Jennifer als Freundin zu verlieren. Jennifer erklärt mit denselben Worten die mit Ryan verbrachte Nacht. Ryan meint etwas später, Jennifers kalte Reaktion auf die gemeinsam verbrachte Nacht würde ihn mehr verletzen als jedes andere Erlebnis in seinem Leben.
Jennifer soll nach Italien fliegen, kurz davor stellt sie fest, dass sie ohne Ryan nicht leben kann. Sie erreicht im letzten Augenblick seinen Flug nach Los Angeles und gesteht im Flugzeug ihre Liebe.

## Entstehung und Veröffentlichung
Der Film wurde in Los Angeles, in San Francisco und in einigen anderen Orten in Kalifornien gedreht.
Die Produktionskosten betrugen rund 35 Millionen US-Dollar. Der Film spielte weltweit rund 25,9 Millionen US-Dollar ein, davon allein rund 21,8 Millionen US-Dollar in den USA und Kanada. In Deutschland verzeichnete der Film insgesamt 388.588 Kinobesucher.

## Kritiken
Boys, Girls & a Kiss erhielt ein schlechtes Presseecho, was sich auch in den Auswertungen US-amerikanischer Aggregatoren widerspiegelt. Laut Metacritic fallen die Bewertungen im Mittel „Grundsätzlich Ablehnend“ aus. Rotten Tomatoes erfasst größtenteils kritische Besprechungen und ordnet den Film dementsprechend als „Gammelig“ ein. Zusammenfassend heißt es dort: „Der Film  wirkt wie ein billiger Abklatsch von Harry und Sally. Die vorhersehbare und fade Geschichte schafft es nicht, zu begeistern.“
Das Lexikon des internationalen Films schrieb, der Film erzähle „entspannt“ eine „Liebesgeschichte, die romantische Kinokonventionen vernachlässigt, um sich mit dem Lebensgefühl ihrer Protagonisten auseinanderzusetzen“.